# Próféta

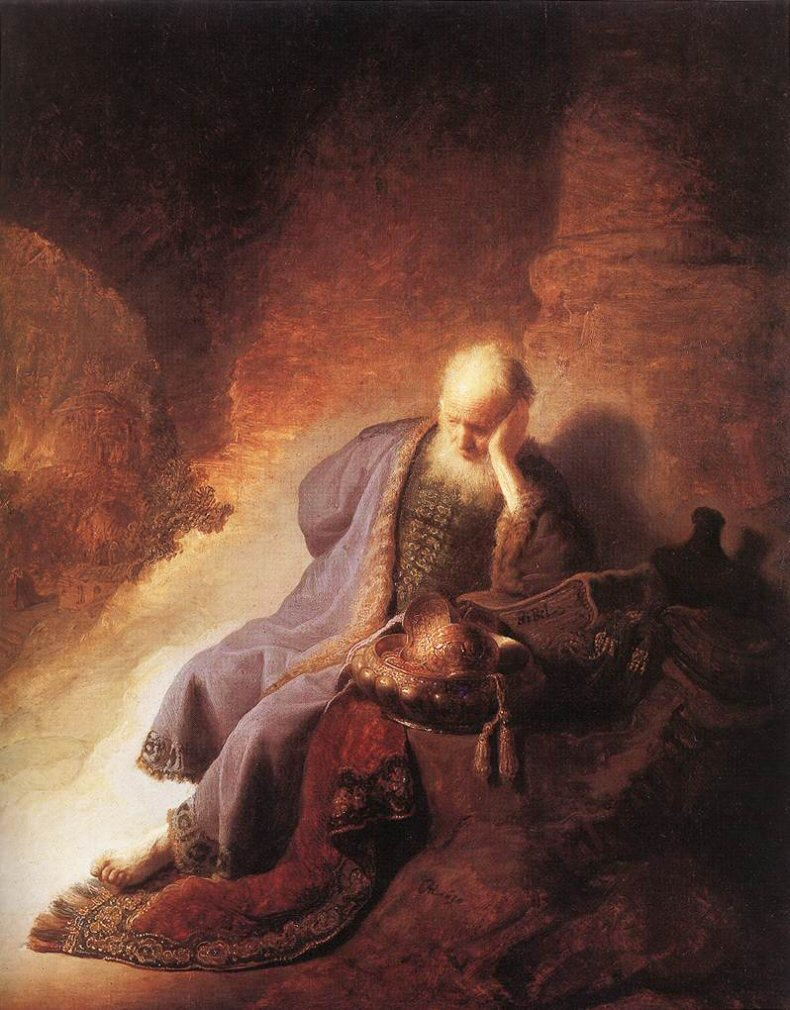
Jeremiás próféta siratja Jeruzsálemet (Rembrandt festménye, 1630)

A próféta szó a görög pro (προ) és phémi (φη|μί) szavakból tevődik össze, mely jelentése: valakinek a nevében beszélni vagy valaki szószólója. Általános értelemben: egy olyan személy, aki kapcsolatba lép az isteni lénnyel, majd annak nevében beszél és közvetítőként szolgál az emberiség számára azáltal, hogy üzeneteket vagy tanításokat közvetít e természetfeletti forrásból. A Bibliában olyan látó vagy látnok, akihez akkor fordultak az emberek, ha Istent akarták valami felől megkérdezni.
A próféták nemcsak a Biblia történeteiből ismertek, hanem már a zsidó nép megjelenése előtt is fellelhetők. Megtalálhatók a mezopotámiai sumér vallásban, a hindu, a zoroasztriánus, az ókori görög vallásban  vagy a manicheizmusban ugyanúgy, mint a kereszténységben és az iszlámban. 
A zsidóknál és az iszlám vallásban olyan embert, szónokot is értenek/értettek rajta, aki Istentől ihletve beszélt. A hinduizmusban risi (= látó) néven ismertek.

## Etimológia
A katolikus egyház Szent István Társulat által kiadott Bibliája nyomán: a bibliai nyelvhasználatból közismert próféta kifejezés a görög prófétész szóból vezethető le. Alapjelentése: hírnök, szóvivő, beszélő. A próféta szó kapcsolatban áll a vallásos szóhasználattal is, az isteni jóslatok közlésével. Ebben az értelemben olyan személyt jelent, aki Isten nevében beszél, isteni akaratot vagy tanácsot hirdet jóslatokban.
A Szeptuaginta a prófétész szóval a nabi' héber kifejezést fordítja. A nabi' eredete és jelentése vitatott, de kapcsolatba hozzák az akkád nabu "hirdetni, hívni" és az arab naba' "közölni" igével. Ebből az összefüggésből magyarázva a nabi' értelme lehet aktív: "aki beszél, aki hirdet", és lehet passzív: "hívott, meghívott". Általában a passzív értelmet részesítik előnyben. Az Ószövetségben tehát nabi'-nak nevezik azt a személyt, aki isteni meghívást kapott egy meghatározott küldetésre: hogy Isten igéjét hirdesse népének, általában prédikáció, némelykor szimbolikus cselekedetek formájában.
További megvilágítást ad a nabi' által kifejezett jelenségre a naba' ige ószövetségi használata. Az ősibb szövegekben (túlnyomóan hitpael igetörzsben) a nabi'-k tevékenységét kísérő eksztatikus állapothoz kapcsolódik, s így jelentése "eksztázisba, révületbe esni, őrjöngeni". A prófétai könyvekben viszont megjelenik a naba' ige másik - "hirdetni, meghívni" - jelentése (nifal igetörzsben). Ez utóbbi szóhasználat a prófétai beszédet - "prófétaként beszélni" - fejezi ki, és legitim, Jahvétól hívott és küldött próféták tevékenységét jelöli.
Az Ószövetség más kifejezéseket is használ a prófétaság jelenségére: hozeh és ro'eh, jelentésük látnok. Mindkettőt a prófétaság vizionárius jellegéből eredeztetjük.

## Biblia

### Fő próféták
Mózes · Sámuel · Illés · Elizeus · Ézsaiás · Jeremiás · Ezékiel · Dániel · A kispróféták

#### Időbeni sorrendben
| Időpont (a hagyomány alapján)      | Név                                               | Megjegyzés                                                           |
| ---------------------------------- | ------------------------------------------------- | -------------------------------------------------------------------- |
| kb. Kr. e. 16.–13. század          | Mózes                                             | A zsidóság legnagyobb prófétája. Létezése mindeddig nem bizonyított. |
| Kr. e. 11. század                  | Sámuel                                            | A zsidóság első királyainak felszentelője.                           |
| Kr. e. 9. század                   | Illés és Elizeus                                  | Tőlük nem maradt ránk könyv.                                         |
| Kr. e. 8. század                   | Jónás Ámosz Hóseás (Ozeás) Ésaiás (Izajás) Mikeás |                                                                      |
| Kr. e. 7. század                   | Náhum Habakuk Szofóniás (Sofóniás)                |                                                                      |
| Kr. e. 7.–Kr. e. 6. század         | Dániel                                            | Könyve alapján elsősorban államférfi volt.                           |
| Kr. e. 6.–Kr. e. 5. század         | Jeremiás                                          |                                                                      |
| Röviddel Kr. e. 587 után           | Abdiás                                            |                                                                      |
| Kr. e. 6. század (száműzetésben)   | Ezékiel                                           |                                                                      |
| Kr. e. 6. század (száműzetés után) | Aggeus                                            |                                                                      |
| Kr. e. 6. (–Kr. e. 5. század ?)    | Zakariás                                          |                                                                      |
| Kr. e. 5. (–Kr. e. 4. század ?)    | Malakiás                                          |                                                                      |
| Kr. u. 1. század                   | Keresztelő János                                  | Jézus előfutára.                                                     |

- Jóel próféta nem szerepel a listán, bizonytalan időszakban élt.

## Korán
A Korán 25-38 prófétáról tesz említést, akik közül a legtöbben a Bibliában is megtalálhatók. Közülük vannak akiket többször is említ: Noé, Ábrahám, Mózes, Jézus. 
Az iszlámban Mohamed próféta mellett ők sorolhatóak a nagy próféták közé.

## Történelem

### Zsidóság
Sámuel alapította az első prófétaiskolákat Gilgálban, Jerikóban és Béthelben, amelyekben a próféta-növendékek együtt laktak. A próféták, mint a nép tanácsadói, mellettük álltak mindenféle vallásos és polgári ügyeikben, intve, figyelmeztetve és/vagy büntetve a népet, ha Isten törvényeitől eltértek. Még keményebben hallatták szavukat mint politikai népszónokok, ha a zsidó fejedelmek külföldi fejedelmekkel léptek szövetségre, idegen erkölcsöket és vallási szertartásokat hoztak be, de ezért viszont a világi hatalom részéről üldözést szenvedtek. A próféták Izrael országából Akháb idejében majdnem teljesen eltűntek az üldözés során, Júda országában pedig Manassé király lépett fel ellenük különösebben. Fő ellenfeleik a hamis próféták voltak, akik az övékéivel ellentétes politikai elvek mellett buzgólkodtak. Kr. e. 800 körül kezdték a próféták beszédeiket, intéseiket írásba is foglalni, később a fogság alatt csak írásban közölték honfitársaikkal. A prófétaság virágzása az asszíriai fogság idejére esett, ekkor léptek fel a legerélyesebb és leglelkesebb próféták, például Ámos, Hóseás, Ézsaiás és Mikeás.
A káld uralom alatt, kevéssel Jeruzsálem elfoglalása előtt és utána, másik két nagy próféta, Jeremiás és Ezékiel szerepel. A babiloni fogság alatt a próféták törekvése arra irányult, hogy a népet ősei vallásában hűen megtartsák, a bálványimádási hajlamot közülük kiirtsák és a népet a hazájukba való visszatérés reményével vigasztalják. A próféták mindenkor a nép tisztább erkölcsi és vallási tudatának fejlesztésén munkálkodtak. Egyes próféták előre látták és megjósolták, egyesek pedig meg is érték az ország elpusztulását, de azért hitték és hirdették, hogy Izrael, Jahve kiválasztott népe nem veszhet el és országuk ismét, miként Dávid király idejében, újra virágzó lesz. Ezek a jövendölések többnyire a leendő szabadító (messiás), az eszményi király személyéhez fűződtek, ezért az ilyeneket messiási jóslatoknak szokták nevezni. A fogság vége felé a prófétaság egyik kimagasló képviselője, az úgynevezett II. Ézsaiás hallatta szavát, a visszatérés után még Haggeus, Zakariás és Malakiás szerepelnek, ez utóbbival hosszú időre, mintegy 400 évig elnémult a próféták beszéde Izraelben.
Beszédeiket sajátságos, emelkedett, félig szónoki, félig költői stílus jellemzi, nem ritkán jelképes cselekményeket véve kiindulási pontul. Az Ószövetségben tizenhat próféta írása (könyve) van; a munkák terjedelmére való tekintettel négy nagy és tizenkét kis prófétát szoktak megkülönböztetni. 
Jézus is prófétának mondta magát, illetve a kortársai is annak tekintették.

### Kereszténység
Az Újszövetség említést tesz őskeresztény prófétákról, akiken valószínűleg a „Lélek” irányítása alatt álló, karizmatikus ajándékokkal megáldott igehirdetőket kell érteni. Később is voltak és mind a mai napig vannak emberek, akik magukat Istentől ihletetteknek érezték, mint ilyenek a vallási élet terén egy és más újítással felléptek, néha külön felekezetet alkotva. Az ilyenek is gyakran próféta nevet viseltek.
A Didakhé részletes útmutatást ad arról, hogyan lehet megkülönböztetni az igaz és a hamis prófétákat. Iréneusz a 2. századi hívőkről írt, akik rendelkeztek a prófétálás ajándékával,  míg Justinus vértanú a Trifonnal folytatott párbeszédében azt állította, hogy az ő idejében a zsidók között nem voltak próféták, de a kereszténységnek voltak prófétái. Euszebiosz megemlíti, hogy Quadratus és Filadelphiai Ammia kiemelkedő próféták voltak a 12 apostol korát követően.  
Tertullianus, a montanisták (akihez tartozott) egyházi gyűléseiről írva részletesen írt a prófétálás gyakorlatáról. 
Későbbi keresztény szentekről mint például Kolumba (521–597), Malakiás (1094–1148) vagy Padre Pio (1887–1968) azt mondták, hogy prófétai hatalommal rendelkeztek.
A prófétai mozgalmak nyomon követhetők a kereszténység történetében, amelyek (például) a montanizmusban, a novatianizmusban , a donatizmusban, a ferencességben, az anabaptizmusban, a kamizárd  mozgalomban, a puritanizmusban, a kvékerizmusban, a kvietizmusban, az evangélikus vallásban  és a radikális pietizmusban fejeződtek ki. 
A pünkösdisták és karizmatikusok hisznek a prófétaság ma is élő isteni ajándékában.